# Podismopsis altaica
Podismopsis altaica är en insektsart som först beskrevs av Zubovski 1900.  Podismopsis altaica ingår i släktet Podismopsis och familjen gräshoppor. Inga underarter finns listade i Catalogue of Life.